# Albaredo Arnaboldi
Albaredo Arnaboldi – miejscowość i gmina we Włoszech, w regionie Lombardia, w prowincji Pawia.
Według danych na rok 2004 gminę zamieszkiwało 205 osób, 22,8 os./km².